# Max Cavalera
Massimiliano Antonio "Max" Cavalera (pronunție în portugheză [masimiliˈɐnu ɐ̃ˈtonju kɐvɐˈleɾɐ], n. 4 august 1969) este un cântăreț, compozitor și chitarist brazilian, care în prezent activează în cadrul formațiilor heavy metal Soulfly, Cavalera Conspiracy și Killer Be Killed. El este membru co-fondator al renumitei formații heavy metal Sepultura, împreună cu fratele său Igor Cavalera, și a fost vocalist principal și ritm-chitarist al formației de la fondarea ei în 1984 până în 1996. Cavalera de asemenea s-a implicat într-un proiect lateral de scurtă durată numit Nailbomb.

## Colaborări

### Formații
Cavalera a colaborat cu următoarele formații:
- Probot
- Ill Bill
- Sepultura
- A.N.I.M.A.L.
- Soulfly
- Deftones
- Eyesburn
- Roadrunner United
- Snot
- Titãs
- Apocalyptica
- Nailbomb
- Fudge Tunnel
- Cavalera Conspiracy
- FAQ (formație rusească)
- Five Finger Death Punch

Cavalera a jucat în filmul The Scorpion King, într-un rol înafara camerei, realizând strigătele guturale pentru Dwayne Johnson.
De asemenea el a apărut în jocul video Grand Theft Auto IV: The Lost and Damned ca DJ pentru postul radio LCHC.

## Discografie
Sepultura
- Bestial Devastation EP (1985)
- Morbid Visions (1986)
- Schizophrenia (1987)
- Beneath the Remains (1989)
- Arise (1991) US#119
- Third World Posse EP (1993)
- Chaos A.D. (1993) US#32 US Gold
- Refuse/Resist EP (1994)
- Roots (1996) US#27 US Gold
- The Roots of Sepultura (1996)
- Blood-Rooted (1997) US#162
- Under a Pale Grey Sky (2002)

Nailbomb
- Point Blank (1994)
- Proud to Commit Commercial Suicide (1995)

Soulfly
- Soulfly (1998) US#79 US Gold
- Tribe EP (1999)
- Primitive (2000) US#32
- 3 (2002) US#46
- Prophecy (2004) US#82
- Dark Ages (2005) US#155
- Conquer (2008) US#66
- Omen (2010) US#73
- Enslaved (2012)
- Savages (2013)

Cavalera Conspiracy
- Inflikted (2008) US#72
- Blunt Force Trauma (2011) US#123
- TBA (2014)

Killer Be Killed
- Killer Be Killed' (2014)